# Лафејет (Колорадо)
Лафејет (енгл. Lafayette) град је у америчкој савезној држави Колорадо.

## Демографија
По попису из 2010. године број становника је 24.453, што је 1.256 (5,4%) становника више него 2000. године.
| Група             | 2000.          | 2010.          |
| Белци             | 18.002 (77,6%) | 18.186 (74,4%) |
| Афроамериканци    | 209 (0,9%)     | 270 (1,1%)     |
| Азијати           | 771 (3,3%)     | 926 (3,8%)     |
| Хиспаноамериканци | 3.808 (16,4%)  | 4.454 (18,2%)  |
| Укупно            | 23.197         | 24.453         |